# Unión Democrática Seychellense
La Unión Democrática Seychellense (en criollo seychellense: Linyon Demokratik Seselwa o LDS) es una coalición política de Seychelles. Fue fundada en diciembre de 2015 bajo el nombre Unión por el Cambio para disputar la segunda vuelta electoral de las elecciones presidenciales de ese año bajo la candidatura de Wavel Ramkalawan, del Partido Nacional de Seychelles, contra el presidente incumbente James Michel, del PL, perdiendo por tan solo 193 votos en medio de acusaciones de fraude electoral.
Después de esta derrota, la coalición se registró formalmente y disputó las elecciones parlamentarias de 2016, convirtiéndose en primera fuerza nacional con el 49.59% de los votos, y arrebatando al PL la mayoría parlamentaria por primera vez en su historia con 19 de los 33 escaños de la Asamblea Nacional. En enero de 2018, el segundo partido más grande de la coalición, la Alianza Seychellense, se retiró de la misma y su entonces líder, el presidente de la Asamblea Patrick Pillay, renunció a su escaño. Sin embargo, en la elección parcial resultante, la LDS conservó la banca, manteniendo su mayoría.
En las elecciones presidenciales y parlamentarias de 2020 la Alianza Democrática Seychellense obtuvo una contundente victoria bajo el liderazgo de Wavel Ramkalawan, terminando así con de 43 años de gobierno ininterrumpido de Seychelles Unidas y pasando a ser la coalición gobernante.

## Resultados electorales

### Elecciones presidenciales
| Año  | Fórmula          | Fórmula        | Votos  | %                | Resultado |
| Año  | Presidente       | Vicepresidente | Votos  | %                | Resultado |
| ---- | ---------------- | -------------- | ------ | ---------------- | --------- |
| 2020 | Wavel Ramkalawan | Ahmed Afif     | 35.562 | \| \| 54.91 % \| | Electo    |
|      | 54.91 %          |                |        |                  |           |

### Elecciones parlamentarias
|  | 49.59 % |

|  | 54.84 % |